# Джебарики-Хая
Джебарики-Хая (пёстро-цветная гора) — посёлок городского типа в Томпонском районе Республики Саха (Якутия) России.

## Географическая характеристика
Посёлок Джебарики-Хая расположен на обоих берегах реки Алдан в 53 км к югу от районного центра — п. Хандыга, в 523 км — от Якутска.

##### Климат
Климат резко континентальный. Основной отличительной его чертой является суровая, продолжительная зима и короткое, но жаркое лето. Река Алдан под Джебарики-Хая замерзает во второй половине октября.

##### Растительность
Растительность разнообразна. Произрастает лиственница, ель, сосна, берёза, по долинам рек встречаются тополь, черёмуха, рябина, мелкая кустарниковая растительность.

## История
Первые документальные упоминания от 1941 года. Начал развиваться на левом берегу реки Алдан, на правом берегу находилась зона. Позднее, после закрытия зоны, основное население переселилось на правый берег.
В начале образования входил в состав 2-го Алданского наслега Таттинского района.
В марте 1957 года на основании Указа Верховного Совета ЯАССР образован Джебарики-Хаинский сельский Совет народных депутатов.
В марте 1974 года село Джебарики-Хая переименовано в поселковый Совет (протокол № 5 заседания исполкома Томпонского района Совета народных депутатов от 14 марта 1974 г).
В том же 1974 году отнесён к категории рабочих посёлков.
В 1984 году было завершено строительство современной шахты «Джебарики-Хая», которая начала работу в январе 1985 года.
В феврале 1992 года постановлением Правительства Республики Саха (Якутия) поселковый Совет народных депутатов преобразован в Джебарики-Хаинскую поселковую администрацию.
В 2003 году в связи с переходом на местное самоуправление, согласно постановлению администрации муниципального образования «Томпонский район», образовано МО «Посёлок Джебарики-Хая».

## Население
| 1979  | 1989  | 2002  | 2009  | 2010  | 2011  | 2012  |
| ----- | ----- | ----- | ----- | ----- | ----- | ----- |
| 3256  | ↗3825 | ↘2125 | ↘1890 | ↘1694 | ↘1685 | ↘1662 |
| 2013  | 2014  | 2015  | 2016  | 2017  | 2018  | 2019  |
| ↘1624 | ↘1584 | ↘1499 | ↘1441 | ↘1364 | ↘1268 | ↘1192 |
| 2020  | 2021  | 2023  |       |       |       |       |
| ↘1145 | ↘1025 | ↘1008 |       |       |       |       |

## Экономика
В юго-восточной части Алданской угленосной площади по правому берегу реки Алдан и водоразделе рек Сугджа, Солондо расположено угольное месторождение — шахта Джебарики-Хая (филиал ОАО шахта «Джебарики-Хая» ХК «Якутуголь»).